# 琉球バス交通豊崎営業所
琉球バス交通豊崎営業所（りゅうきゅうバスこうつうとよさきえいぎょうしょ）は、沖縄県豊見城市字豊崎にある琉球バス交通が管轄する営業所。
2008年8月1日に那覇市安里にあった本社・観光部と与根営業所の移転・統合により開設された。

## 概要
2008年7月まで那覇市牧志にあった本社・観光部は、那覇市が進めている「牧志・安里地区第1種市街地再開発計画」にかかっていたため、移転を要望されていた。そのため、2006年の琉球バスから琉球バス交通への営業譲渡の際より移転用地を探していたが、2007年2月頃に豊見城市と沖縄県土地開発公社が進めていた豊崎タウンの都市開発関連用地の公募に応募し、同年3月に内定、1年かけて営業施設などの建設を行い、2008年8月1日より業務を開始した。
なお、営業所開設に伴い、同じく豊見城市内にあった与根営業所を統合し、さらに第一交通産業グループのバス事業部の拠点として那覇バスの事務部門も豊崎事務センターとして、南風原町の新川営業所より移転してきた（新川営業所自体は営業所として存続）。
与根営業所を統合したことにより、従来与根営業所管轄だった那覇バスターミナル発着の路線を全て豊崎営業所が管轄することになり、さらに与根営業所付近の「我那覇バス停（または伊良波バス停）」を発着していた55番（牧港線）、56番（浦添線）、88番（宜野湾線）、98番（琉大（バイパス）線）も移転に伴い、豊崎営業所付近に新設された「道の駅豊崎」発着へと路線延長された。
観光バスの大半が駐機していた牧志の観光部と、同じく路線バスの多くが駐機していた与根営業所を統合したため、同営業所で管理する車両はかなりの台数となっていた。
しかし、2019年4月1日に琉球バス交通の路線バス部門の営業所と本社、那覇バスの事務センターを豊見城市翁長の豊見城営業所へ移転したため、現在は観光部門の営業所のみとなっている。

## 構造
- 駐車場は、100台以上のバスを止められるスペースを有する。構内には洗車・給油設備などを備え、整備工場も併設している。
- 当営業所を直接起点とする路線はないが、営業所出入口にはバス待合所が設けられている。

## 経緯
- 2008年8月1日 琉球バス本社・観光部と与根営業所を移転・統合し、豊崎営業所の営業を開始。
- 2019年4月1日 路線バス部門の営業所と本社を豊見城市翁長の豊見城営業所へ移転したため、当営業所は観光部門のみとなる[1]。
- 2022年4月1日 那覇バスの観光部門が琉球バス交通に統合される。

## 周辺
- 沖縄アウトレットモール・あしびなー
- ゼファー豊崎ライフスタイルセンター（TOMITON）
- ヤマダ電機テックランド豊見城店
- 道の駅豊崎
- iias沖縄豊崎

## 管轄していた路線
- 20番・名護西線（沖縄バスとの共同運行）
- 21番・新都心具志川線
- 22番・こどもの国宮里線
- 23番・具志川線
- 24番・那覇大謝名線
- 26番・宜野湾空港線
- 27番・屋慶名（大謝名）線
- 28番・読谷（楚辺）線（沖縄バスとの共同運行）
- 29番・読谷（喜名）線（沖縄バスとの共同運行）
- 50番・百名（東風平）線
- 51番・百名（船越）線
- 53番・志喜屋（船越）線
- 54番・前川線
- 55番・牧港線
- 56番・浦添線
- 63番・謝苅線
- 83番・玉泉洞線
- 88番・宜野湾線
- 89番・糸満（高良）線（沖縄バスとの共同運行）
- 90番・知花（バイパス）線
- 98番・琉大（バイパス）線
- 99番・天久新都心線
- 105番・豊見城市内一周線
- 110番・長田具志川線
- 112番・国体道路線
- 120番・名護西空港線（沖縄バスとの共同運行）
- 152番・イオンモール沖縄ライカム（高速）線
- 223番・具志川おもろまち線
- 227番・屋慶名おもろまち線
- 228番・読谷おもろまち線（沖縄バスとの共同運行）
- 263番・謝苅おもろまち線
- 288番・宜野湾おもろまち線
- 290番・知花おもろまち線
- 298番・琉大おもろまち線